# Normativ definition
En normativ definition är en typ av definition som i sin existens säger något (ofta subjektivt) om företeelsen den ska definiera. Ett exempel på en normativ definition:
riktig konst = figurativa tavlor målade före 1800
Denna definition säger mer om konstsmaken hos den som skapat definitionen, än om tavlor och konst. Typiskt ägnar man sig åt dessa frågor inom praktisk filosofi/språkfilosofi, i synnerhet inom argumentationsanalys